# Adromischus
Adromischus (Lem., 1852) è un genere di piante succulente appartenente alla famiglia Crassulaceae, originario di Sudafrica e Namibia.
Il nome del genere deriva dal greco adros (abbondante) e mischòis (stelo).

## Descrizione
Sono piante succulente nane che crescono a cespi, le foglie sono molto carnose e possono assumere forma rotonda, cuneata o piatta; esposte al sole prendono una colorazione screziata. I fiori spuntano al centro della pianta sotto forma di spiga.

## Tassonomia
Il genere Adromischus è composto dalle seguenti 29 specie:

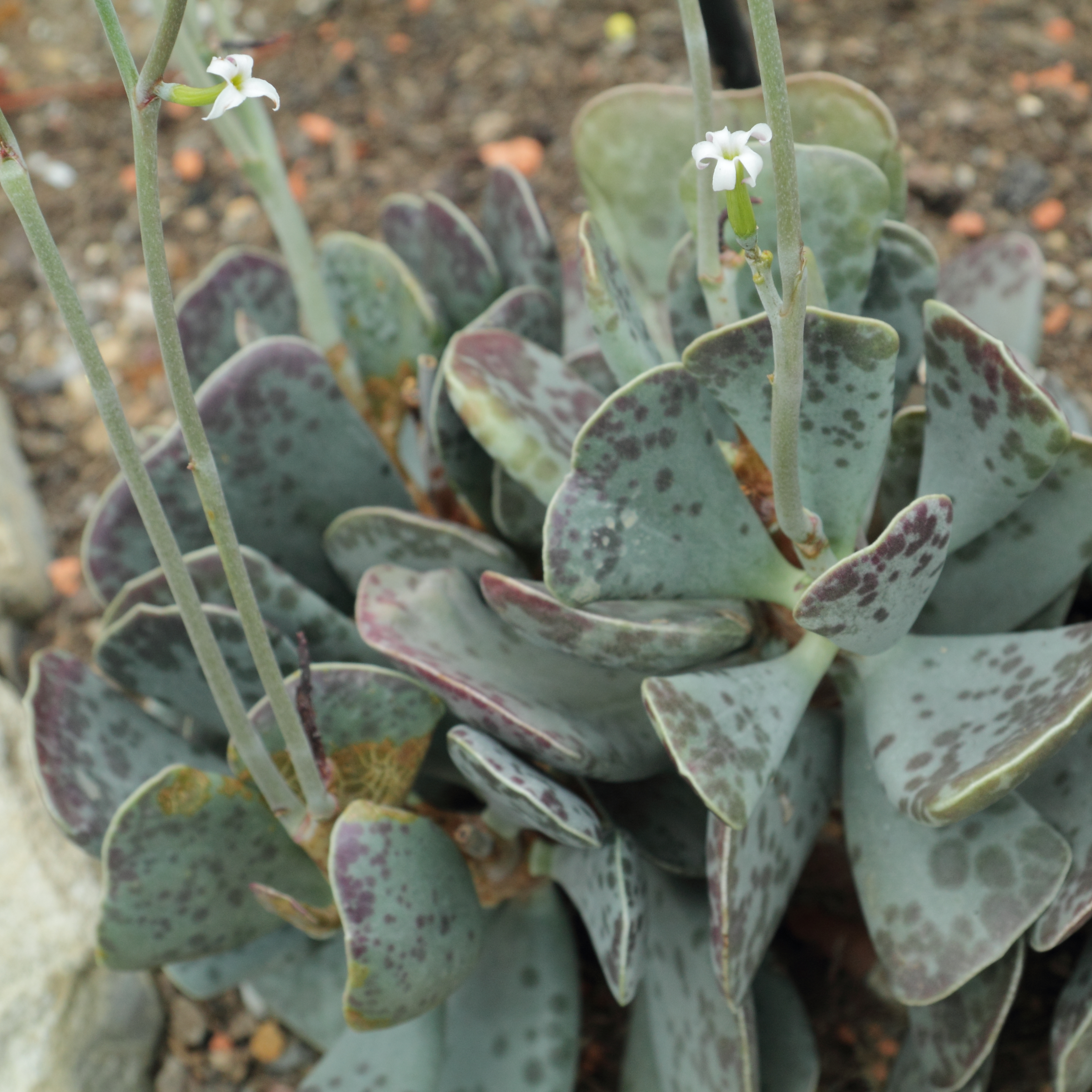
Esemplare di Adromischus triflorus.

- Adromischus alstonii (Schönland & E.G.Baker) C.A.Sm.
- Adromischus bicolor Hutchison
- Adromischus caryophyllaceus (Burm.f.) Lem.
- Adromischus coleorum G.Will.
- Adromischus cooperi (Baker) A.Berger
- Adromischus cristatus (Haw.) Lem.
- Adromischus diabolicus Toelken
- Adromischus fallax Toelken
- Adromischus filicaulis (Eckl. & Zeyh.) C.A.Sm.
- Adromischus hemisphaericus (L.) Lem.
- Adromischus humilis (Mart.) Poelln.
- Adromischus inamoenus Toelken
- Adromischus leucophyllus Uitewaal
- Adromischus liebenbergii Hutchison
- Adromischus maculatus (Salm-Dyck) Lem.
- Adromischus mammillaris (L.f.) Lem.
- Adromischus marianae (Marloth) A.Berger
- Adromischus maximus Hutchison
- Adromischus montium-klinghardtii (Dinter) A.Berger
- Adromischus nanus (N.E.Br.) Poelln.
- Adromischus phillipsiae (Marloth) Poelln.
- Adromischus roaneanus Uitewaal
- Adromischus schuldtianus (Poelln.) H.E.Moore
- Adromischus sphenophyllus C.A.Sm.
- Adromischus subdistichus Makin ex Bruyns
- Adromischus subviridis Toelken
- Adromischus triflorus (L.f.) A.Berger
- Adromischus trigynus (Burch.) Poelln.
- Adromischus umbraticola C.A.Sm.

## Coltivazione
Adromischus richiede un terreno molto poroso composto da terra, sabbia e ghiaia in modo che la pianta possa godere di un ottimo drenaggio dato che il maggior pericolo di questa pianta è il marciume. La sua esposizione dovrà essere di pieno sole con annaffiature regolari. In inverno la temperatura non dovrà essere inferiore ai 5-7 °C e le annaffiature andranno regolate a seconda della specie, dato che le Adromischus sono distribuite nel Sud-Africa sia in regioni a piovosità estiva sia molte in regioni a piovosità invernale, ma anche con periodi di piovosità in mezze stagioni (primavera e autunno) o tutto l'anno, questo fatto implica da parte del coltivatore appassionato l'informarsi del luogo di provenienza della specie.
La loro moltiplicazione avviene per talea staccando semplicemente una delle foglie carnose, assicurandosi che venga tolta fin dalla base dell'attaccatura col fusto, che verrà messa a radicare in un letto di sabbia asciutta, senza interrare, a volte le foglie più vecchie si staccano spontaneamente e radicano senza che noi facciamo niente, quando avranno iniziato a radicare verranno leggermente annaffiate, da seme la moltiplicazione è molto più lenta, alcune specie il primo anno non raggiungono che pochi mm (2 o 3) e sembrano delle piccolissime palline verdi.